# Élections législatives de 1993 dans le Calvados
Les élections législatives françaises de 1993 se déroulent les 21 et 28 mars 1993. Dans le département du Calvados, six députés sont à élire dans le cadre de six circonscriptions.

## Élus
| Circonscription | Député sortant                                 | Parti | Parti    | Député élu ou réélu  | Parti | Parti    |
| --------------- | ---------------------------------------------- | ----- | -------- | -------------------- | ----- | -------- |
| 1re             | Francis Saint-Ellier                           |       | UDF (PR) | Francis Saint-Ellier |       | UDF (PR) |
| 2e              | Dominique Robert suppléante de Louis Mexandeau |       | PS       | Louis Mexandeau      |       | PS       |
| 3e              | Yvette Roudy                                   |       | PS       | André Fanton         |       | RPR      |
| 4e              | Nicole Ameline suppléante de Michel d'Ornano   |       | UDF (PR) | Nicole Ameline       |       | UDF (PR) |
| 5e              | François d'Harcourt                            |       | CNIP     | François d'Harcourt  |       | app. UDF |
| 6e              | René Garrec                                    |       | UDF (PR) | René Garrec          |       | UDF (PR) |

## Positionnement des partis
Les candidats d'alliance RPR-UDF et divers droite se présentent sous la bannière de l'Union pour la France et ceux du Parti socialiste derrière l'Alliance des Français pour le Progrès. Enfin, Les Verts et Génération écologie s'unissent sous l'étiquette Entente des écologistes.

## Résultats

### Résultats à l'échelle du département
| Parti          | Parti                                       | Premier tour | Premier tour | Second tour | Second tour | Sièges |
| Parti          | Parti                                       | Voix         | %            | Voix        | %           | Sièges |
| -------------- | ------------------------------------------- | ------------ | ------------ | ----------- | ----------- | ------ |
|                | Union pour la démocratie française          | 92 209       | 32,93        | 81 416      | 37,94       | 4      |
|                | Rassemblement pour la République            | 31 182       | 11,14        | 43 353      | 20,20       | 1      |
|                | Divers droite dont MDR                      | 9 190        | 3,28         |             |             | 0      |
|                | Centre national des indépendants et paysans | 529          | 0,19         | 0           |             |        |
|                | Union pour la France                        | 133 110      | 47,54        | 124 769     | 58,15       | 5      |
|                |                                             |              |              |             |             |        |
|                | Parti socialiste                            | 42 973       | 15,35        | 56 823      | 26,48       | 1      |
|                | Divers gauche (Maj. prés.)                  | 17 200       | 6,14         | 24 428      | 11,38       | 0      |
|                | Alliance des Français pour le progrès       | 60 173       | 21,49        | 81 251      | 37,87       | 1      |
|                |                                             |              |              |             |             |        |
|                | Les Verts                                   | 12 708       | 4,54         |             |             | 0      |
|                | Génération écologie                         | 9 774        | 3,49         | 0           |             |        |
|                | Entente des écologistes                     | 22 482       | 8,03         |             |             | 0      |
|                |                                             |              |              |             |             |        |
|                | Front national                              | 26 812       | 9,58         | 8 555       | 3,99        | 0      |
|                | Parti communiste français                   | 18 080       | 6,46         |             |             | 0      |
|                | Divers écologiste dont LT-LNÉ               | 16 007       | 5,72         | 0           |             |        |
|                | Extrême gauche dont LCR, LO, PT et SÉGA     | 2 821        | 1,01         | 0           |             |        |
|                | Mouvement des citoyens                      | 509          | 0,18         | 0           |             |        |
|                |                                             |              |              |             |             |        |
| Inscrits       | Inscrits                                    | 429 411      | 100,00       | 344 892     | 100,00      | 6      |
| Abstentions    | Abstentions                                 | 133 290      | 31,04        | 111 074     | 32,21       |        |
| Votants        | Votants                                     | 296 121      | 68,96        | 233 818     | 67,79       |        |
| Blancs et nuls | Blancs et nuls                              | 16 127       | 5,45         | 19 243      | 8,23        |        |
| Exprimés       | Exprimés                                    | 279 994      | 94,55        | 214 575     | 91,77       |        |

### Résultats par circonscription

#### Première circonscription (Caen-Ouest)
| Candidat       | Candidat                           | Parti             | Premier tour | Premier tour | Second tour | Second tour |  |
| Candidat       | Candidat                           | Parti             | Voix         | %            | Voix        | %           |  |
| -------------- | ---------------------------------- | ----------------- | ------------ | ------------ | ----------- | ----------- |  |
|                | Francis Saint-Ellier sortant réélu | UDF (PR)          | 18 826       | 45,57        | 23 185      | 59,02       |  |
|                | Yvonnick Mével                     | PS (ADFP)         | 7 395        | 17,9         | 16 095      | 40,98       |  |
|                | Josette Bénard                     | GÉ (EÉ)           | 4 670        | 11,3         |             |             |  |
|                | Yves Duprés                        | FN                | 4 045        | 9,79         |             |             |  |
|                | Christian Langeois                 | PCF               | 2 480        | 6            |             |             |  |
|                | Michel Dufour                      | Divers écologiste | 1 985        | 4,8          |             |             |  |
|                | Denis Allix                        | SÉGA              | 1 258        | 3,04         |             |             |  |
|                | Cécile Poulain                     | LT-LNÉ            | 655          | 1,59         |             |             |  |
|                |                                    |                   |              |              |             |             |  |
| Inscrits       | Inscrits                           | Inscrits          | 66 215       | 100,00       | 66 221      | 100,00      |  |
| Abstentions    | Abstentions                        | Abstentions       | 22 492       | 33,97        | 23 963      | 36,19       |  |
| Votants        | Votants                            | Votants           | 43 723       | 66,03        | 42 258      | 63,81       |  |
| Blancs et nuls | Blancs et nuls                     | Blancs et nuls    | 2 409        | 5,51         | 2 978       | 7,05        |  |
| Exprimés       | Exprimés                           | Exprimés          | 41 314       | 94,49        | 39 280      | 92,95       |  |

#### Deuxième circonscription (Caen-Est)
| Candidat       | Candidat                      | Parti             | Premier tour | Premier tour | Second tour | Second tour |  |
| Candidat       | Candidat                      | Parti             | Voix         | %            | Voix        | %           |  |
| -------------- | ----------------------------- | ----------------- | ------------ | ------------ | ----------- | ----------- |  |
|                | Louis Mexandeau sortant réélu | PS (ADFP)         | 10 700       | 27,57        | 21 217      | 55,14       |  |
|                | Yves Lessard                  | RPR (UPF)         | 10 465       | 26,96        | 17 264      | 44,86       |  |
|                | Alain Gruénais                | Les Verts (EÉ)    | 3 769        | 9,71         |             |             |  |
|                | Marc Bellet                   | PCF               | 3 569        | 9,2          |             |             |  |
|                | Olivier Simonot               | FN                | 3 543        | 9,13         |             |             |  |
|                | Pierre-Claude Le Joncour      | Divers droite     | 2 796        | 7,2          |             |             |  |
|                | Arlette Vivier                | Divers écologiste | 2 047        | 5,27         |             |             |  |
|                | Daniel Dieudonné              | LO                | 744          | 1,92         |             |             |  |
|                | Jean-Paul Ducandas            | PT                | 558          | 1,44         |             |             |  |
|                | Irène Lacroix                 | LT-LNÉ            | 361          | 0,93         |             |             |  |
|                | Michel Zvenigorosky           | LCR               | 261          | 0,67         |             |             |  |
|                |                               |                   |              |              |             |             |  |
| Inscrits       | Inscrits                      | Inscrits          | 62 910       | 100,00       | 62 910      | 100,00      |  |
| Abstentions    | Abstentions                   | Abstentions       | 21 477       | 34,14        | 21 356      | 33,95       |  |
| Votants        | Votants                       | Votants           | 41 433       | 65,86        | 41 554      | 66,05       |  |
| Blancs et nuls | Blancs et nuls                | Blancs et nuls    | 2 620        | 6,32         | 3 073       | 7,4         |  |
| Exprimés       | Exprimés                      | Exprimés          | 38 813       | 93,68        | 38 481      | 92,6        |  |

#### Troisième circonscription (Falaise - Lisieux)
| Candidat       | Candidat               | Parti             | Premier tour | Premier tour | Second tour | Second tour |  |
| Candidat       | Candidat               | Parti             | Voix         | %            | Voix        | %           |  |
| -------------- | ---------------------- | ----------------- | ------------ | ------------ | ----------- | ----------- |  |
|                | André Fanton élu       | RPR (UPF)         | 16 257       | 36,57        | 26 089      | 57,21       |  |
|                | Yvette Roudy sortante  | PS (ADFP)         | 10 269       | 23,1         | 19 511      | 42,79       |  |
|                | Michelle Hamon         | FN                | 4 873        | 10,96        |             |             |  |
|                | Jean-Philippe Jonquard | Divers droite     | 4 639        | 10,44        |             |             |  |
|                | Jean-Jacques Broudic   | PCF               | 2 911        | 6,55         |             |             |  |
|                | Éric Boisnard          | GÉ (EÉ)           | 2 298        | 5,17         |             |             |  |
|                | Alain Angelini         | Divers écologiste | 1 451        | 3,26         |             |             |  |
|                | Aladino Vallar         | Divers écologiste | 706          | 1,59         |             |             |  |
|                | Gérard Cauche          | CNIP              | 529          | 1,19         |             |             |  |
|                | Pierre Blottière       | LT-LNÉ            | 518          | 1,17         |             |             |  |
|                |                        |                   |              |              |             |             |  |
| Inscrits       | Inscrits               | Inscrits          | 69 311       | 100,00       | 69 035      | 100,00      |  |
| Abstentions    | Abstentions            | Abstentions       | 21 827       | 31,49        | 20 090      | 29,1        |  |
| Votants        | Votants                | Votants           | 47 484       | 68,51        | 48 945      | 70,9        |  |
| Blancs et nuls | Blancs et nuls         | Blancs et nuls    | 3 033        | 6,39         | 3 345       | 6,83        |  |
| Exprimés       | Exprimés               | Exprimés          | 44 451       | 93,61        | 45 600      | 93,17       |  |

#### Quatrième circonscription (Pont-l'Évêque)
| Candidat       | Candidat                       | Parti             | Premier tour | Premier tour | Second tour | Second tour |  |
| Candidat       | Candidat                       | Parti             | Voix         | %            | Voix        | %           |  |
| -------------- | ------------------------------ | ----------------- | ------------ | ------------ | ----------- | ----------- |  |
|                | Nicole Ameline sortante réélue | UDF (PR)          | 19 816       | 43,61        | 28 070      | 76,64       |  |
|                | Guy Dupin                      | FN                | 4 843        | 10,66        | 8 555       | 23,36       |  |
|                | Jangui Le Carpentier           | PS (ADFP)         | 4 757        | 10,47        |             |             |  |
|                | Gérard Pruvost                 | RPR               | 4 460        | 9,82         |             |             |  |
|                | Pierre Mouraret                | PCF               | 3 184        | 7,01         |             |             |  |
|                | Michel Lamarre                 | Divers écologiste | 3 037        | 6,68         |             |             |  |
|                | Corinne Lepage Huglo           | GÉ (EÉ)           | 2 806        | 6,18         |             |             |  |
|                | Elysabeth Morisseau            | MDR               | 1 249        | 2,75         |             |             |  |
|                | Alexis Mourre                  | MDC               | 509          | 1,12         |             |             |  |
|                | Jean-Claude Métier             | Divers droite     | 506          | 1,11         |             |             |  |
|                | Sonia Germain                  | LT-LNÉ            | 270          | 0,59         |             |             |  |
|                |                                |                   |              |              |             |             |  |
| Inscrits       | Inscrits                       | Inscrits          | 69 234       | 100,00       | 69 225      | 100,00      |  |
| Abstentions    | Abstentions                    | Abstentions       | 21 359       | 30,85        | 25 808      | 37,28       |  |
| Votants        | Votants                        | Votants           | 47 875       | 69,15        | 43 417      | 62,72       |  |
| Blancs et nuls | Blancs et nuls                 | Blancs et nuls    | 2 438        | 5,09         | 6 792       | 15,64       |  |
| Exprimés       | Exprimés                       | Exprimés          | 45 437       | 94,91        | 36 625      | 84,36       |  |

#### Cinquième  circonscription (Bayeux)
|                | François d'Harcourt sortant réélu | app. UDF          | 28 728 | 51,91  |  |  |  |
|                | André Ledran                      | PS (ADFP)         | 9 852  | 17,8   |  |  |  |
|                | Denise Peuch-Jaboeuf              | FN                | 5 465  | 9,88   |  |  |  |
|                | Bernard Hérard                    | Les Verts (EÉ)    | 5 116  | 9,25   |  |  |  |
|                | Jacques Bayon                     | PCF               | 3 414  | 6,17   |  |  |  |
|                | Léon Lemonnier                    | Divers écologiste | 2 363  | 4,27   |  |  |  |
|                | Henri-Pierre Bapst                | LT-LNÉ            | 399    | 0,72   |  |  |  |
|                |                                   |                   |        |        |  |  |  |
| Inscrits       | Inscrits                          | Inscrits          | 84 233 | 100,00 |  |  |  |
| Abstentions    | Abstentions                       | Abstentions       | 26 019 | 30,89  |  |  |  |
| Votants        | Votants                           | Votants           | 58 214 | 69,11  |  |  |  |
| Blancs et nuls | Blancs et nuls                    | Blancs et nuls    | 2 877  | 4,94   |  |  |  |
| Exprimés       | Exprimés                          | Exprimés          | 55 337 | 95,06  |  |  |  |

#### Sixième circonscription (Vire)
| Candidat       | Candidat                  | Parti                | Premier tour | Premier tour | Second tour | Second tour |  |
| Candidat       | Candidat                  | Parti                | Voix         | %            | Voix        | %}          |  |
| -------------- | ------------------------- | -------------------- | ------------ | ------------ | ----------- | ----------- |  |
|                | René Garrec sortant réélu | UDF (PR)             | 24 839       | 45,46        | 30 161      | 55,25       |  |
|                | Olivier Stirn             | Divers gauche (ADFP) | 17 200       | 31,48        | 24 428      | 44,75       |  |
|                | Christian Guéret          | FN                   | 4 043        | 7,4          |             |             |  |
|                | Jacques Leblanc           | Les Verts (EÉ)       | 3 823        | 7            |             |             |  |
|                | Raymond Prosper-Paul      | PCF                  | 2 522        | 4,62         |             |             |  |
|                | Xavier Jeanne             | Divers écologiste    | 2 186        | 4            |             |             |  |
|                | Jacques Millet            | LT-LNÉ               | 29           | 0,05         |             |             |  |
|                |                           |                      |              |              |             |             |  |
| Inscrits       | Inscrits                  | Inscrits             | 77 508       | 100,00       | 77 501      | 100,00      |  |
| Abstentions    | Abstentions               | Abstentions          | 20 116       | 25,95        | 19 857      | 25,62       |  |
| Votants        | Votants                   | Votants              | 57 392       | 74,05        | 57 644      | 74,38       |  |
| Blancs et nuls | Blancs et nuls            | Blancs et nuls       | 2 750        | 4,79         | 3 055       | 5,3         |  |
| Exprimés       | Exprimés                  | Exprimés             | 54 642       | 95,21        | 54 589      | 94,7        |  |